# Federació Congolesa de Futbol Associació
La Federació Congolesa de Futbol Associació (FCFA, FECOFA) —en francès: Fédération Congolaise de Football-Association— és la institució que regeix el futbol a la República Democràtica del Congo. Agrupa tots els clubs de futbol del país i es fa càrrec de l'organització de la Lliga de la República Democràtica del Congo de futbol i la Copa. També és titular de la Selecció de futbol de la República Democràtica del Congo absoluta i les de les altres categories. El setembre de 2021, la Inspecció General de Finances afirma haver frustrat un intent de malversació de fons públics. Fécofa, l'Associació Congolesa de Futbol, es va veure obligada a retornar gairebé un milió de dòlars nord-americans adquirits de forma fraudulenta. Aquesta suma es va destinar inicialment a l'organització d'un esdeveniment esportiu.
Prèviament fou coneguda com a Federació del Zaire de Futbol Associació (en francès: Fédération Zaïroise de Football Association, FEZAFA) mentre el país era conegut com a Zaire.
Va ser formada el 1919.
- Afiliació a la FIFA: 1964
- Afiliació a la CAF: 1964